# Сражение при Онгтхане
Сражение при Онгтхане (англ. Battle of Ong Thanh) — эпизод войны во Вьетнаме, сражение между подразделениями Армии США и основных сил НФОЮВ в 1967 году.

## Сражение
В октябре 1967 года подразделения 1-й пехотной дивизии США проводили операцию «найти и уничтожить» «Shenandoah II» в провинции Биньзыонг (севернее Сайгона, у камбоджийской границы). В этом районе на тот момент находилась 9-я дивизия Национального фронта освобождения Южного Вьетнама (Вьетконга). 16 октября рота из состава 2-го батальона 28-го пехотного полка США вступила в контакт с противником. Стремясь развить контакт, командир батальона подполковник Терри Аллен на следующий день (17 октября) отправился с двумя ротами в направлении, в котором предположительно отступил противник. В районе деревни Онгтхань они столкнулись с силами противника. Среди погибших был и подполковник Аллен.

## Потери
Американские потери в сражении при Онгтхань составили 60 человек убитыми, умершими от ран и пропавшими без вести. Один военнослужащий (2-й лейтенант Гарольд Дархэм) был посмертно награждён Медалью Почёта, высшей военной наградой США. На поле боя было обнаружено 163 погибших вьетнамских солдата, неизвестное число погибших вьетнамцы успели эвакуировать. Официальные данные о потерях вьетнамцев в этом бою — 101 погибший, причем отмечается что данная цифра значительно завышена (книга «They Marched Into Sunlight: War and Peace, Vietnam and America, October 1967», автор David Maraniss, глава «Body Count»).

## След в культуре
Сражение при Онгтхань не оказало какого-либо влияния на стратегическую ситуацию в зоне III корпуса Южного Вьетнама и долгое время оставалось малоизвестным эпизодом. Определённую известность оно получило лишь после выхода книги Дэвида Маранисса «Они ушли в солнечный свет» (2003), получившей Пулитцеровскую премию. В 2005 году телеканал PBS выпустил документальный фильм о сражении и произошедшем на следующий день антивоенном пикете у офиса компании Dow Chemical.